# La Palma, Tepehuacán de Guerrero
La Palma är en ort i Mexiko.   Den ligger i kommunen Tepehuacán de Guerrero och delstaten Hidalgo, i den sydöstra delen av landet, 190 km norr om huvudstaden Mexico City. La Palma ligger 666 meter över havet och antalet invånare är 402.
Terrängen runt La Palma är kuperad åt nordväst, men åt sydost är den bergig. Runt La Palma är det ganska tätbefolkat, med 60 invånare per kvadratkilometer. Närmaste större samhälle är Chapulhuacán, 7,8 km norr om La Palma. I omgivningarna runt La Palma växer huvudsakligen savannskog.